# Ketobemidon
Ketobemidon er et kraftigt smertestillende lægemiddel i opioid gruppen. Stoffet er ca. dobbelt så potent som morfin. Udover en virkning på opioidreceptorer, har stoffet også en vis antagonistisk virkning på NMDA-receptoren formidlet af dens metabolit norketobemidon.
Ketobemidon markedsføres af Pfizer som kombinationspræparatet Ketogan, der udover ketobemidon indeholder det muskelafslappende stof 3-dimethylamin-1,1-diphenylbut-1-en.
Ketobemidon var første gang syntetiseret i 1942. Efter studier viste at stoffet var mere afhængighedsskabende end morfin, faldt det ud af favør i de fleste lande. Anvendelsen af ketobemidon er dog fortsat i Skandinavien, specielt i Danmark er stoffet stadig hyppigt anvendt.[kilde mangler]